# Deerfield (Virginia)
Deerfield es un lugar designado por el censo situado en el condado de Augusta, Virginia  (Estados Unidos). Según el censo de 2010 tenía una población de 132 habitantes.

## Demografía
Según el censo de 2010, Deerfield tenía una población en la que el 90,9% eran blancos; el 0,0% afroamericanos; el 0,0% eran indios americanos y nativos de Alaska; el 0,0% eran asiáticos; el 0,8% hawaianos y otros isleños del Pacífico; el 0,0% de otra raza, y el 8,3% a partir de dos o más razas. El 0,8% del total de la población eran hispanos o latinos de cualquier raza.